# Mitophis
Genre
Mitophis est un genre de serpents de la famille des Leptotyphlopidae. 

## Répartition
Les espèces de ce genre sont endémiques de l'île d'Hispaniola.

## Liste des espèces
Selon The Reptile Database (29 nov. 2011) :
- Mitophis asbolepis (Thomas, McDiarmid & Thompson, 1985)
- Mitophis calypso (Thomas, McDiarmid & Thompson, 1985)
- Mitophis leptipileptus (Thomas, McDiarmid & Thompson, 1985)
- Mitophis pyrites (Thomas, 1965)

## Publication originale
- Adalsteinsson, Branch, Trape, Vitt & Hedges, 2009 : Molecular phylogeny, classification, and biogeography of snakes of the Family Leptotyphlopidae (Reptilia, Squamata). Zootaxa, no 2244, p. 1–50 (« texte intégral »(Archive.org • Wikiwix • Archive.is • Google • Que faire ?)).